# Valenzelektron
Als Valenzelektronen (oft auch Außenelektronen genannt) bezeichnet man in der Chemie die Elektronen, die sich in den äußersten Atomorbitalen aufhalten und sich an Bindungen („Valenzen“) zwischen Atomen beteiligen können und so für das chemische Verhalten der Elemente verantwortlich sind. Ihre Konfiguration wird als Valenzelektronenkonfiguration bezeichnet.
Bei den Hauptgruppen-Elementen sind das die Elektronen der äußersten Schale (Valenzschale) in den s- und p-Orbitalen, bei den Übergangsmetallen sind es die auf der äußersten Schale und zusätzlich die Elektronen im d-Orbital der vorhergehenden Schale.
Sind Valenzelektronen an Bindungen beteiligt, so sind sie damit auch Bindungselektronen. Sie können aber auch nichtbindend sein und sind dann keine Bindungselektronen. D. h., die Anzahl der Valenzelektronen stimmt – abhängig vom chemischen Zustand des entsprechenden Atoms – nicht immer mit der Anzahl der tatsächlich an Bindungen beteiligten Elektronen überein.
| Gruppe im Periodensystem                     | Anzahl der Valenzelektronen |
| -------------------------------------------- | --------------------------- |
| Gruppe 1 (I) (Wasserstoff und Alkalimetalle) | 1                           |
| Gruppe 2 (II) (Erdalkalimetalle)             | 2                           |
| Gruppe 13 (III) (Borgruppe)                  | 3                           |
| Gruppe 14 (IV) (Kohlenstoffgruppe)           | 4                           |
| Gruppe 15 (V) (Stickstoffgruppe)             | 5                           |
| Gruppe 16 (VI) (Chalkogene)                  | 6                           |
| Gruppe 17 (VII) (Halogene)                   | 7                           |
| Gruppe 18 (VIII oder 0) (Edelgase)           | 8 (Ausnahme He: 2)          |

So besitzt z. B. das Element Chlor sieben Valenzelektronen, die im Molekül der Perchlorsäure (HClO4) alle an Bindungen beteiligt sind. Dagegen ist in Chlorwasserstoff (HCl) nur eines der sieben Elektronen an der Elektronenpaarbindung beteiligt.